# Merķeļa iela (Rīga)
Merķeļa iela est une rue du district central à Rīga en Lettonie,.

## Présentation
La rue Merķela iela traverse le district central, à proximité du Centrs. 
La rue Merķela commence à l'intersection des rues Marijas iela et Satekles iela.
Elle s'étend dans la direction nord-nord-ouest, près du cirque de Riga, la rue croise la rue Krišjāņa Barona. et près du bâtiment de la Société lettone, la rue rejoint la rue Arhitektu iela. 
En cours, elle longe le jardin de Wöhrmann.
Plus loin, du côté impair de la rue se trouve le bâtiment principal de l'Université de Lettonie.
La rue Merķela iela se termine à l'intersection des rues Brīvības bulvāris, Tērbatas iela et Kalpaka bulvāris. 
La longueur totale de la rue est de 560 mètres et elle a 3 voies de circulation dont une est réservée aux transports publics. 
La rue Merkela est une rue à sens unique, elle se parcoure de Stacijas laukums (Rīga) jusqu'à Brīvības bulvāris.

## Bâtiments
- Merķela iela 4 - Cirque de Riga (lv) (1889, architecte Jānis Frīdrihs Baumanis)

- Merķela iela 5, 7 et 9 - Immeubles résidentiels (1880-1883, architecte Jānis Frīdrihs Baumanis)

- Merķela iela 11 - Immeuble résidentiel (1895, architecte Konstantīns Pēkšēns)

- Merķela iela 12 - Immeuble résidentiel (1881, architecte Jānis Frīdrihs Baumanis)

- Merķela iela 13 - Bâtiment de la Société lettone de Riga (lv) (1908, 1938 ; architectes Eižens Laube et Ernests Pole). Monument architectural d'importance nationale.

- Merķela iela 17-19 - Immeuble résidentiel et hôpital (1872, architecte Jānis Frīdrihs Baumanis).

## Transports
- Bus :	2. 3. 6. 9. 11. 13. 16. 21. 24. 30. 50. 57.
- Trolleybus :	3. 4. 15. 17. 19. 20. 31. 34.
- Tram: 1 11

La rue Merķela iela fait partie des routes  et .

## Galerie

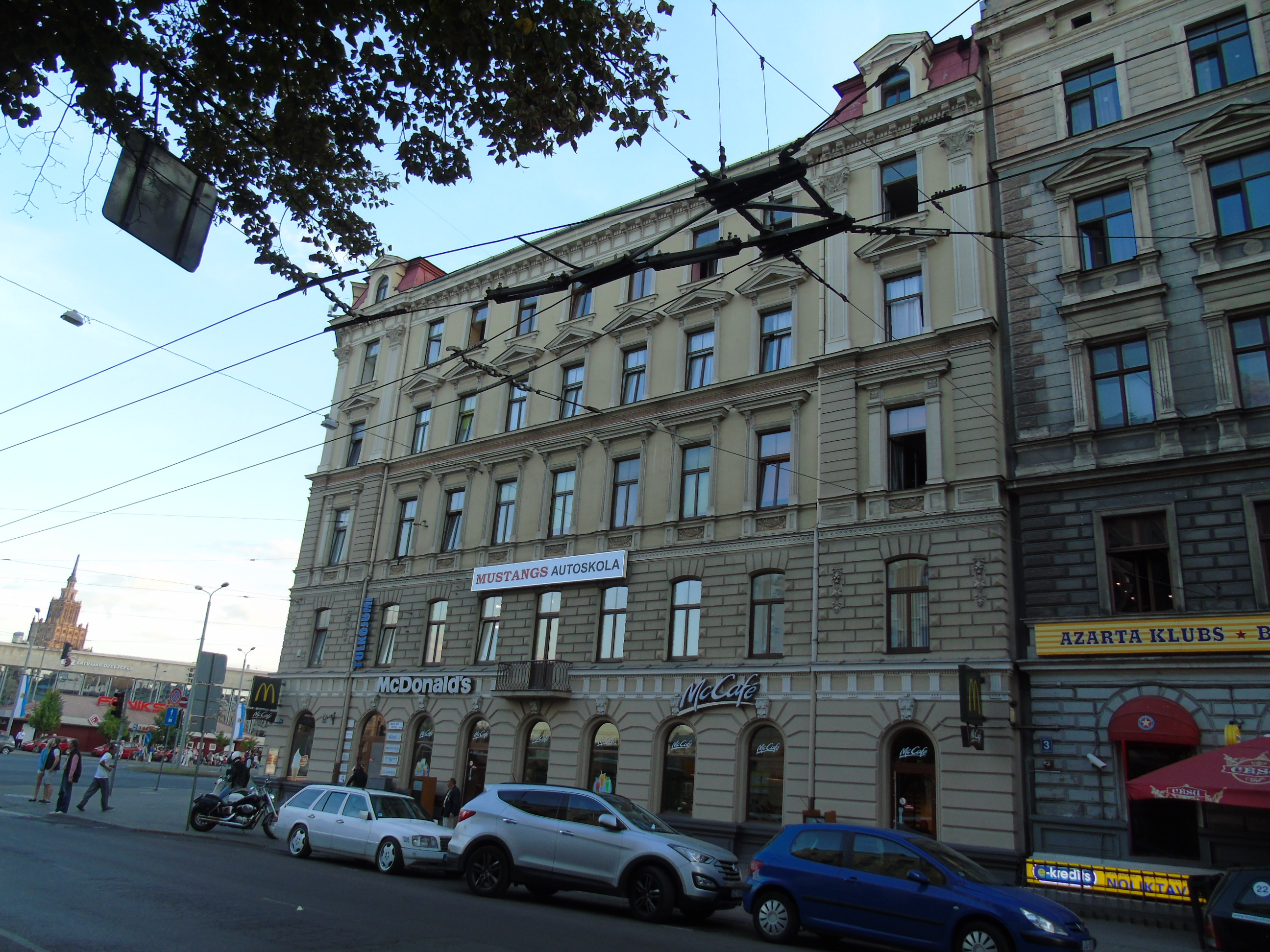
Merķeļa iela 1
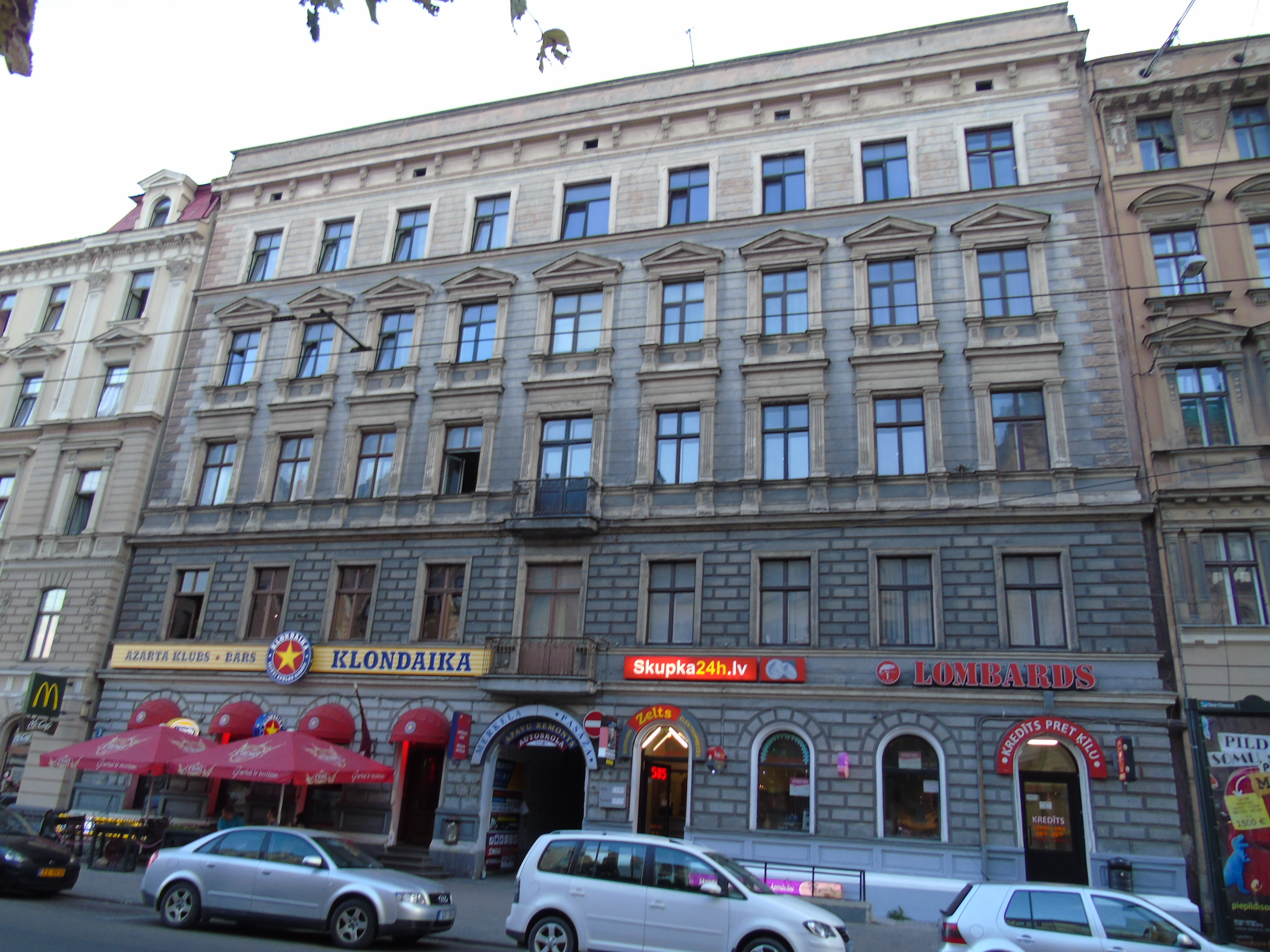
Merķeļa iela 3
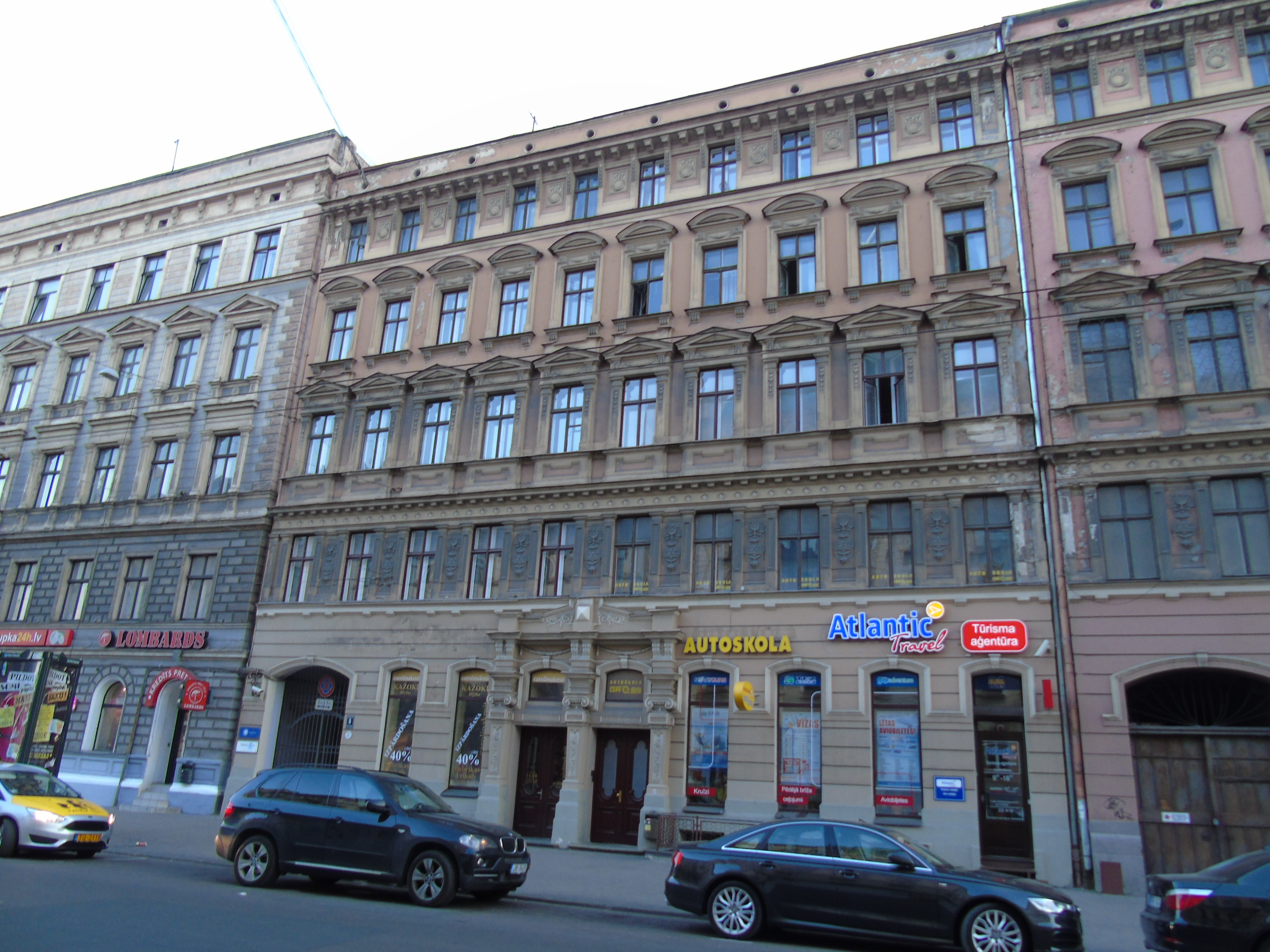
Merķeļa iela 5
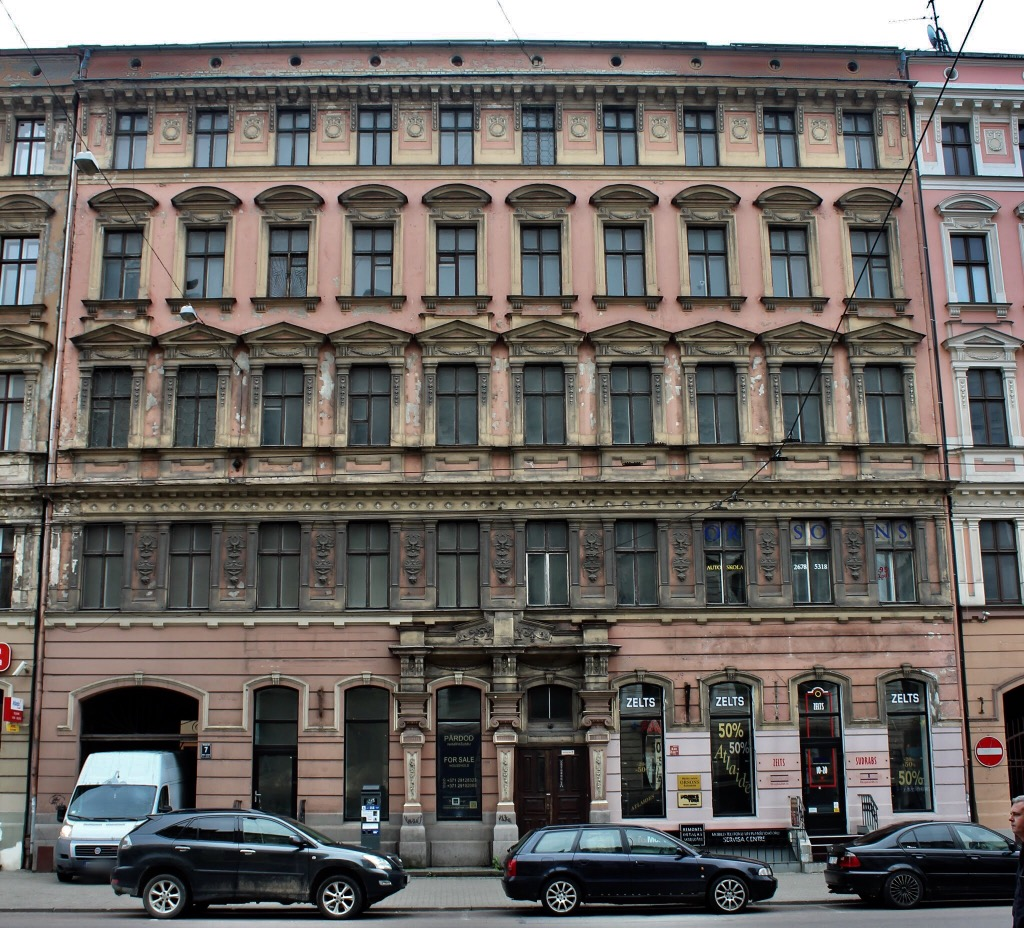
Merķeļa iela 7
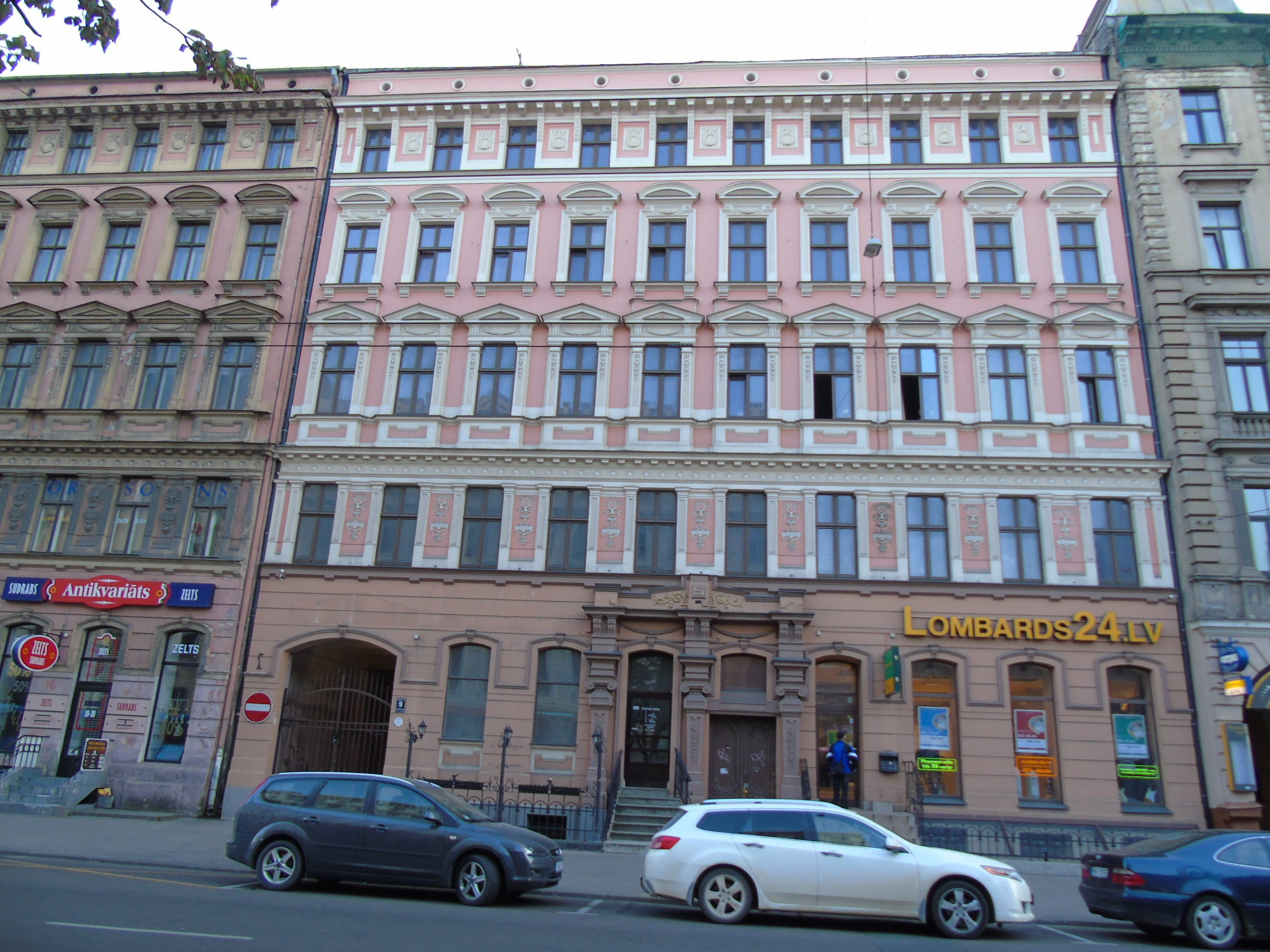
Merķeļa iela 9
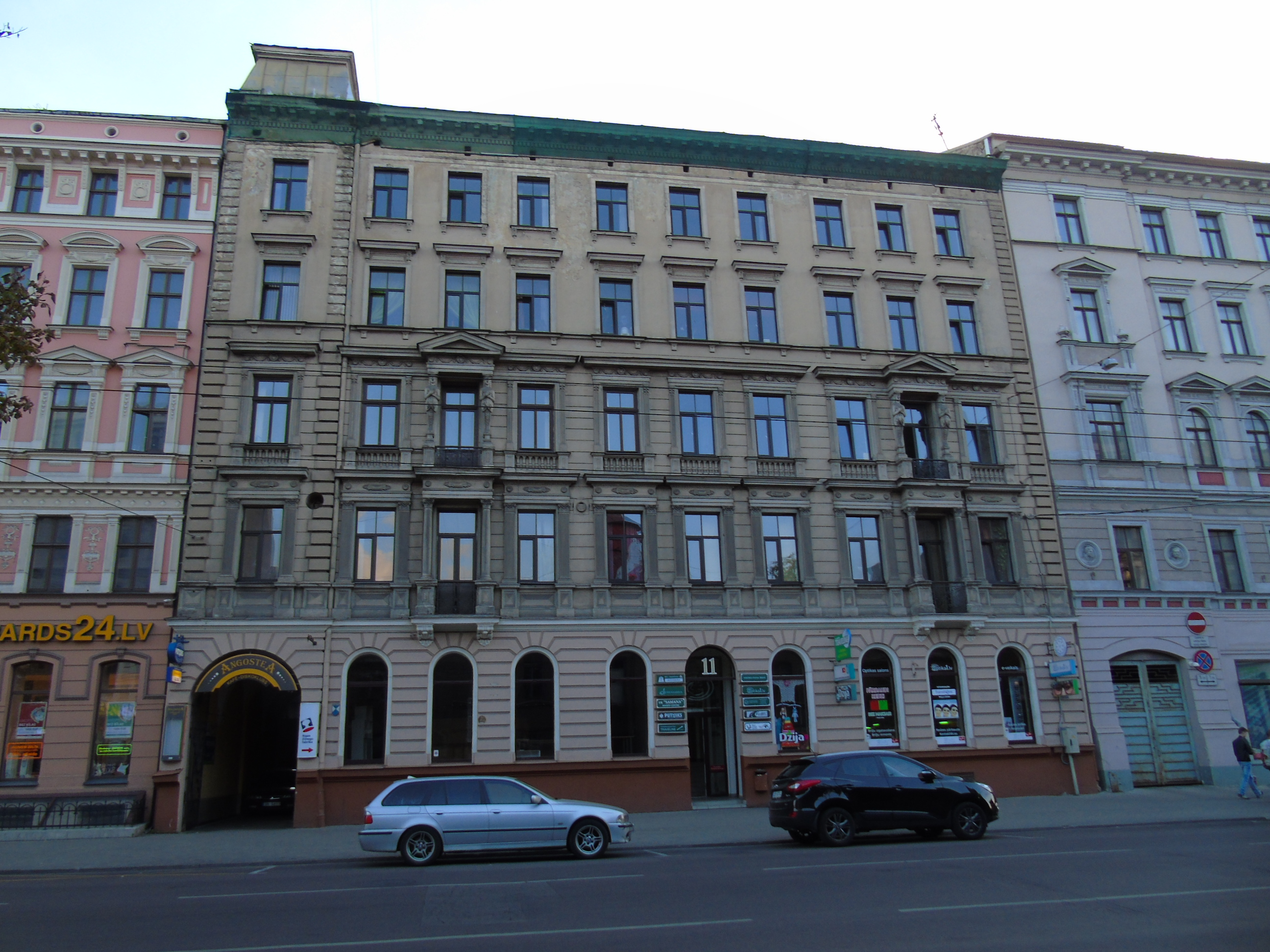
Merķeļa iela 11
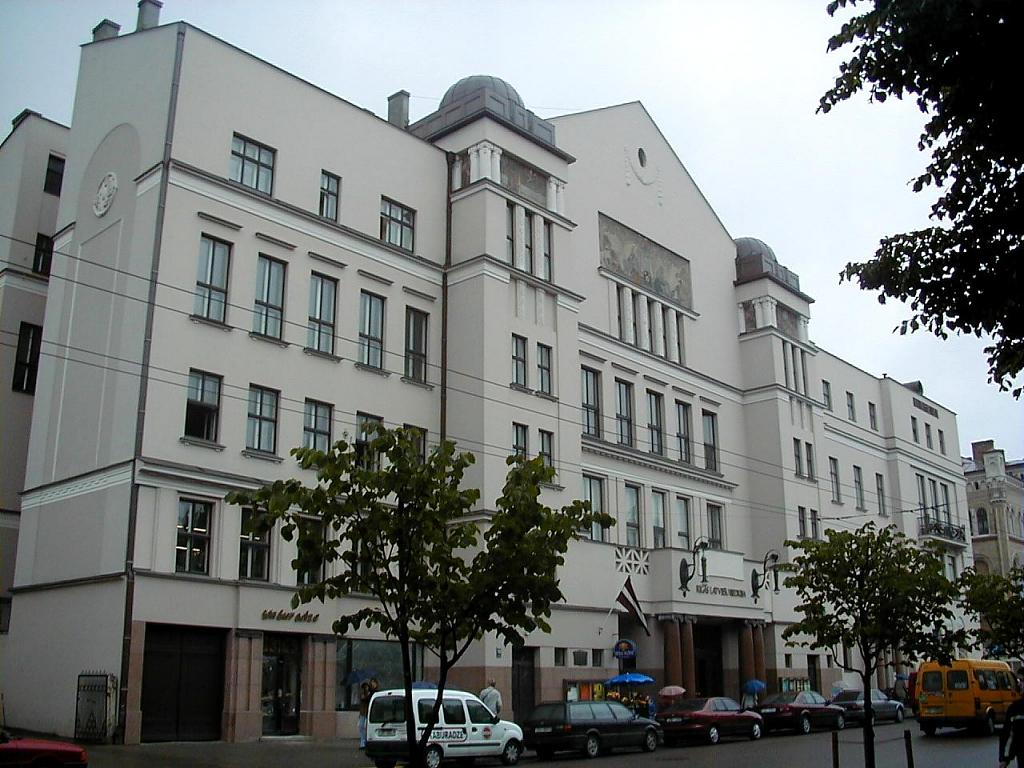
Société lettone de Riga
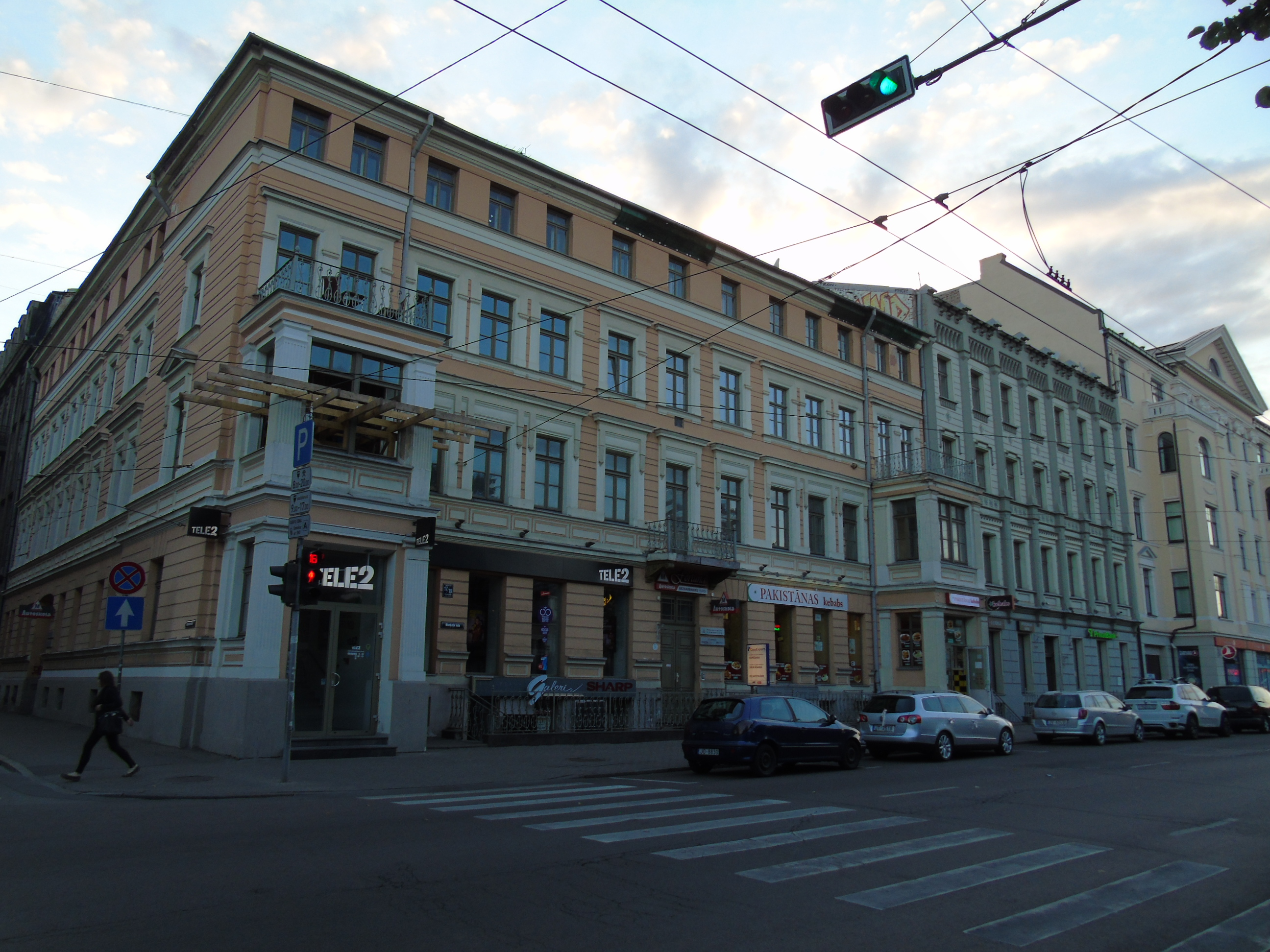
Merķeļa iela 17-19
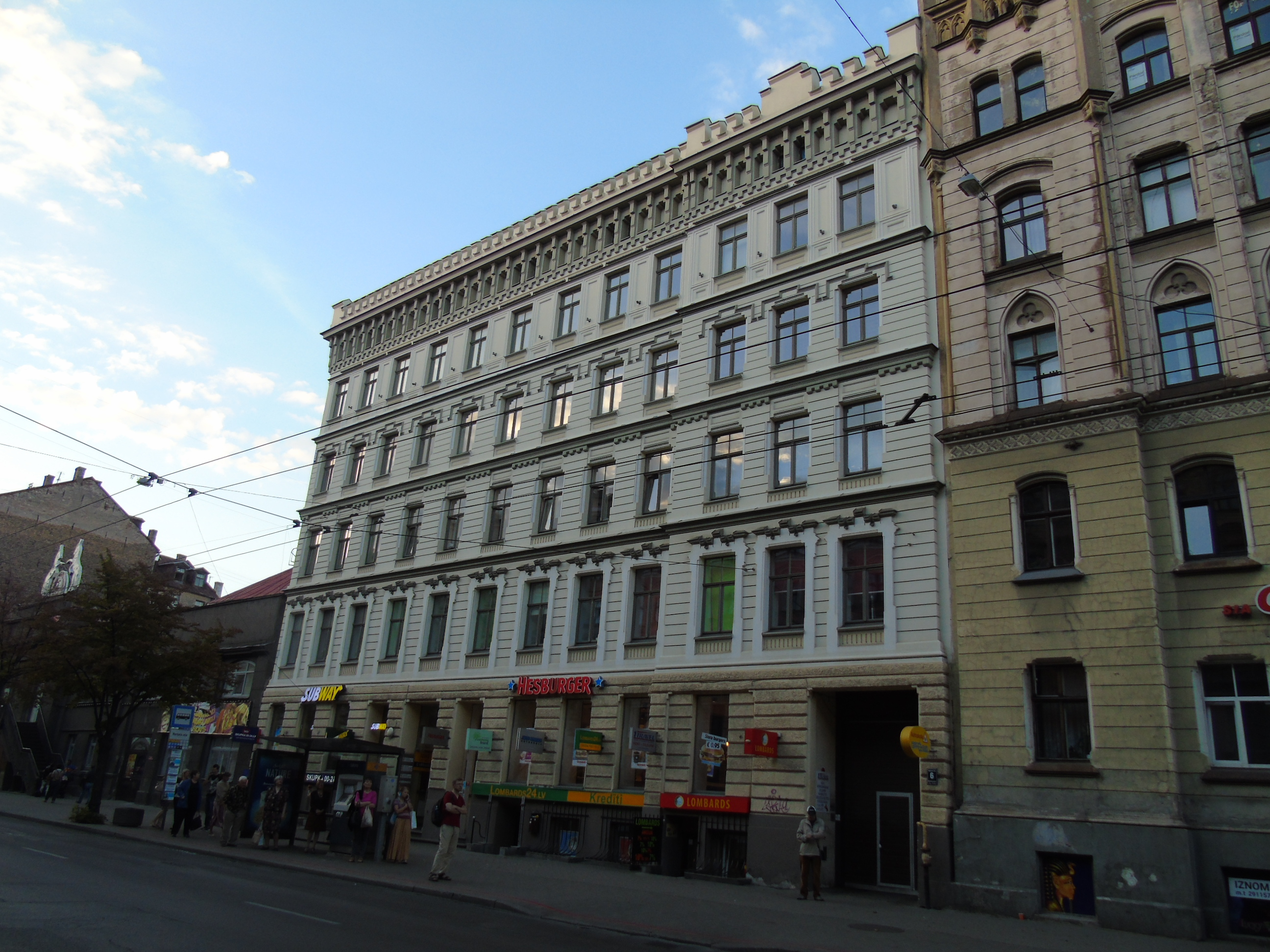
Merķeļa iela 6
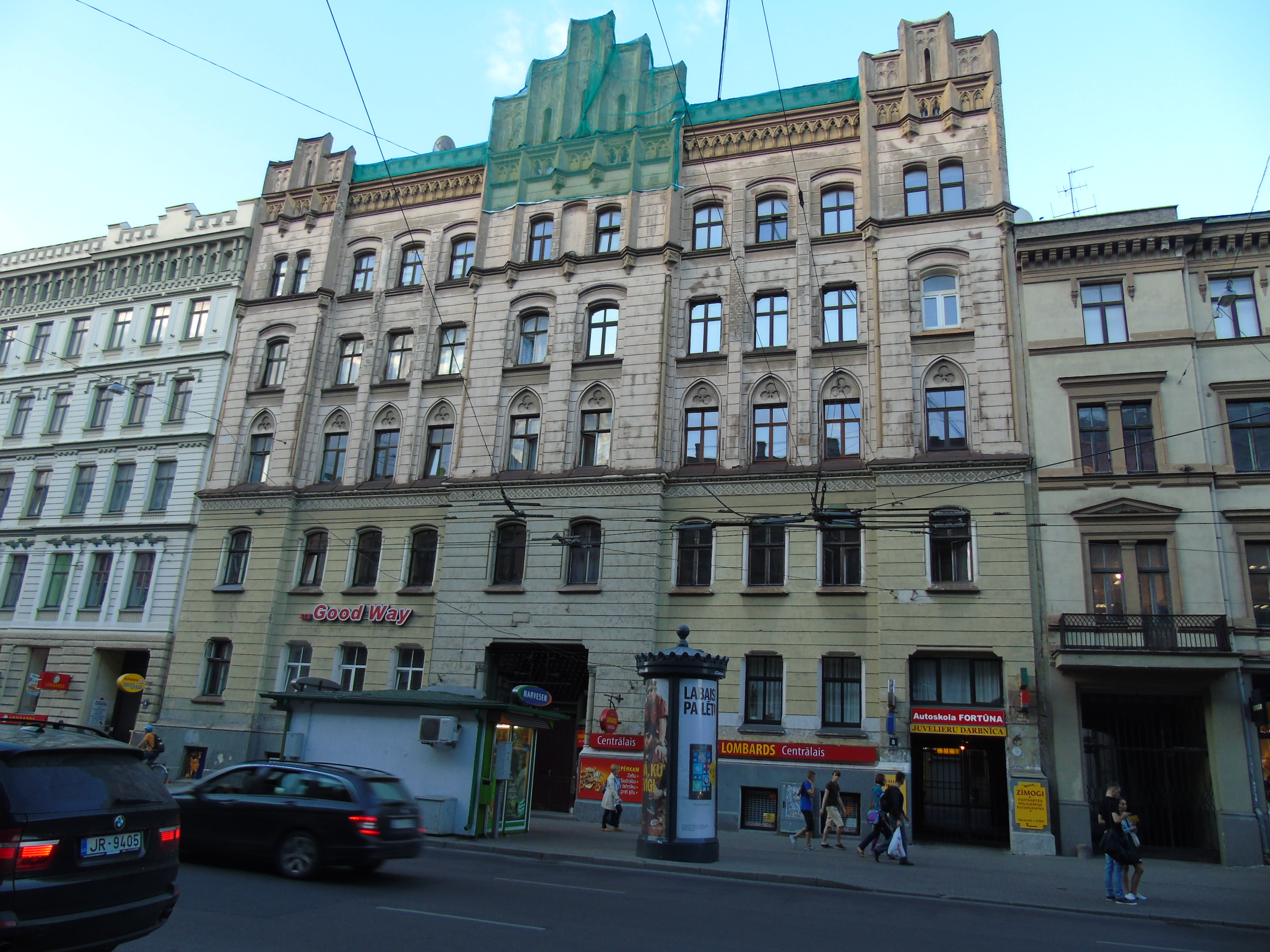
Merķeļa iela 8
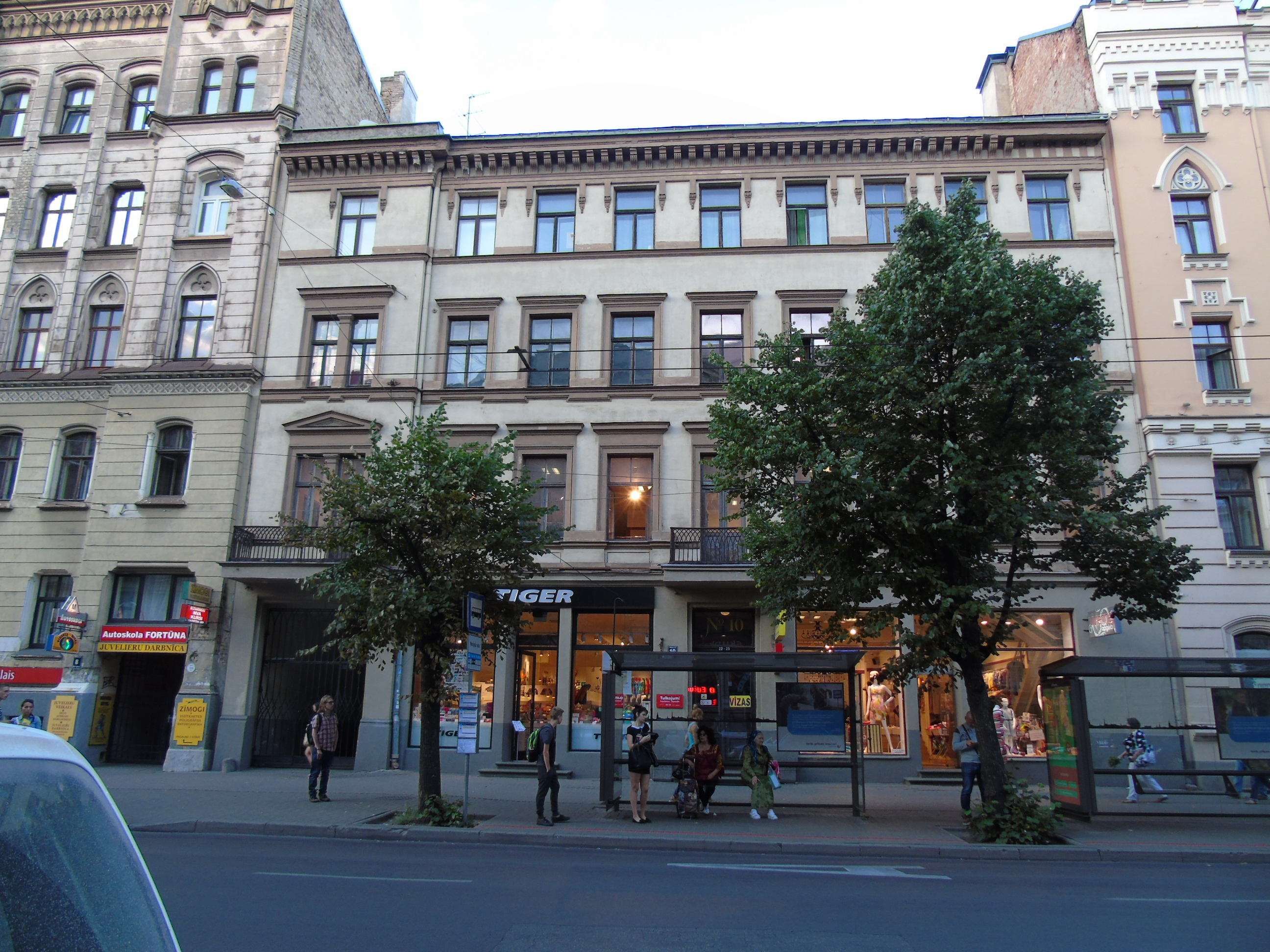
Merķeļa iela 10
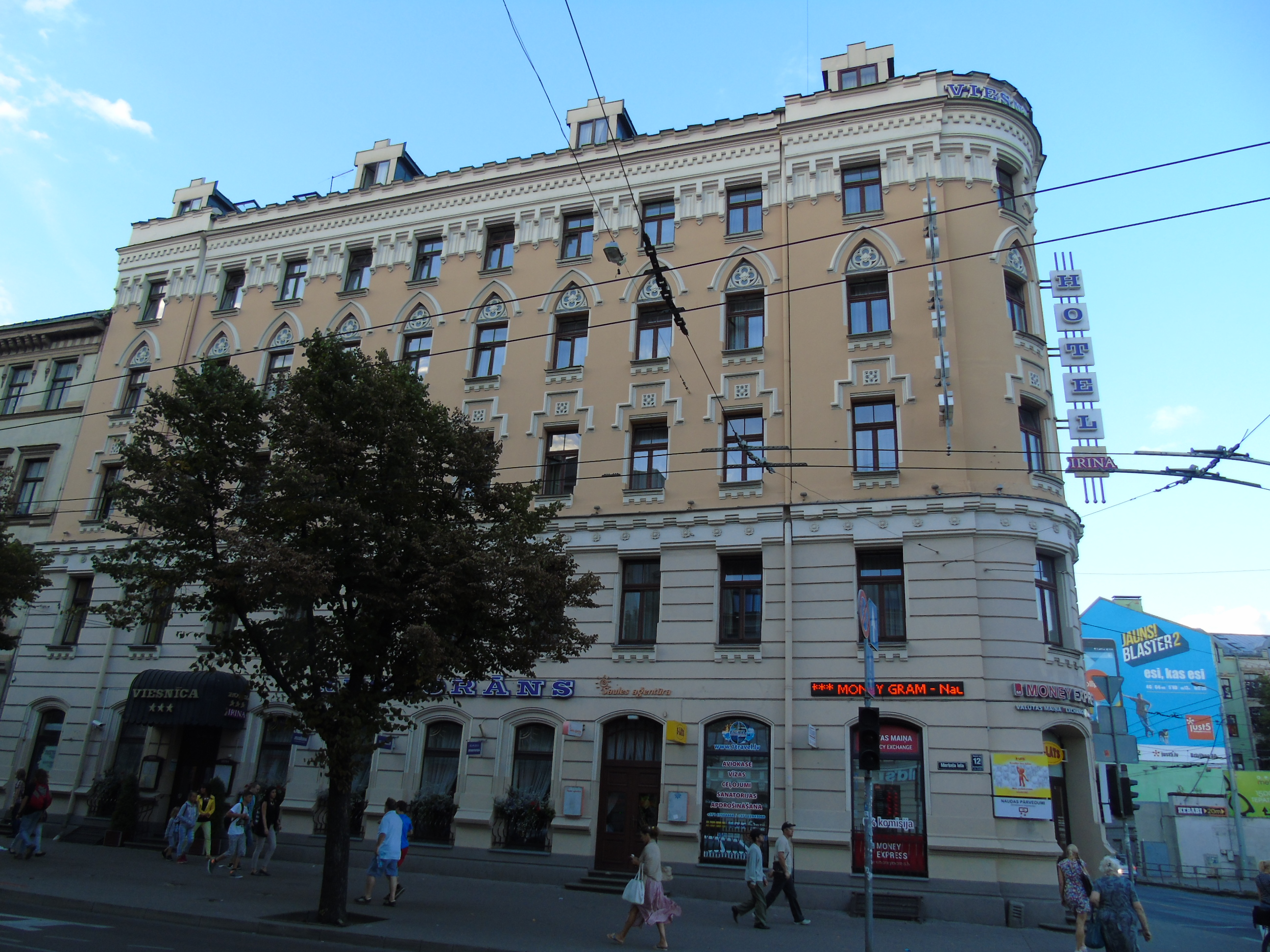
Merķeļa iela 12
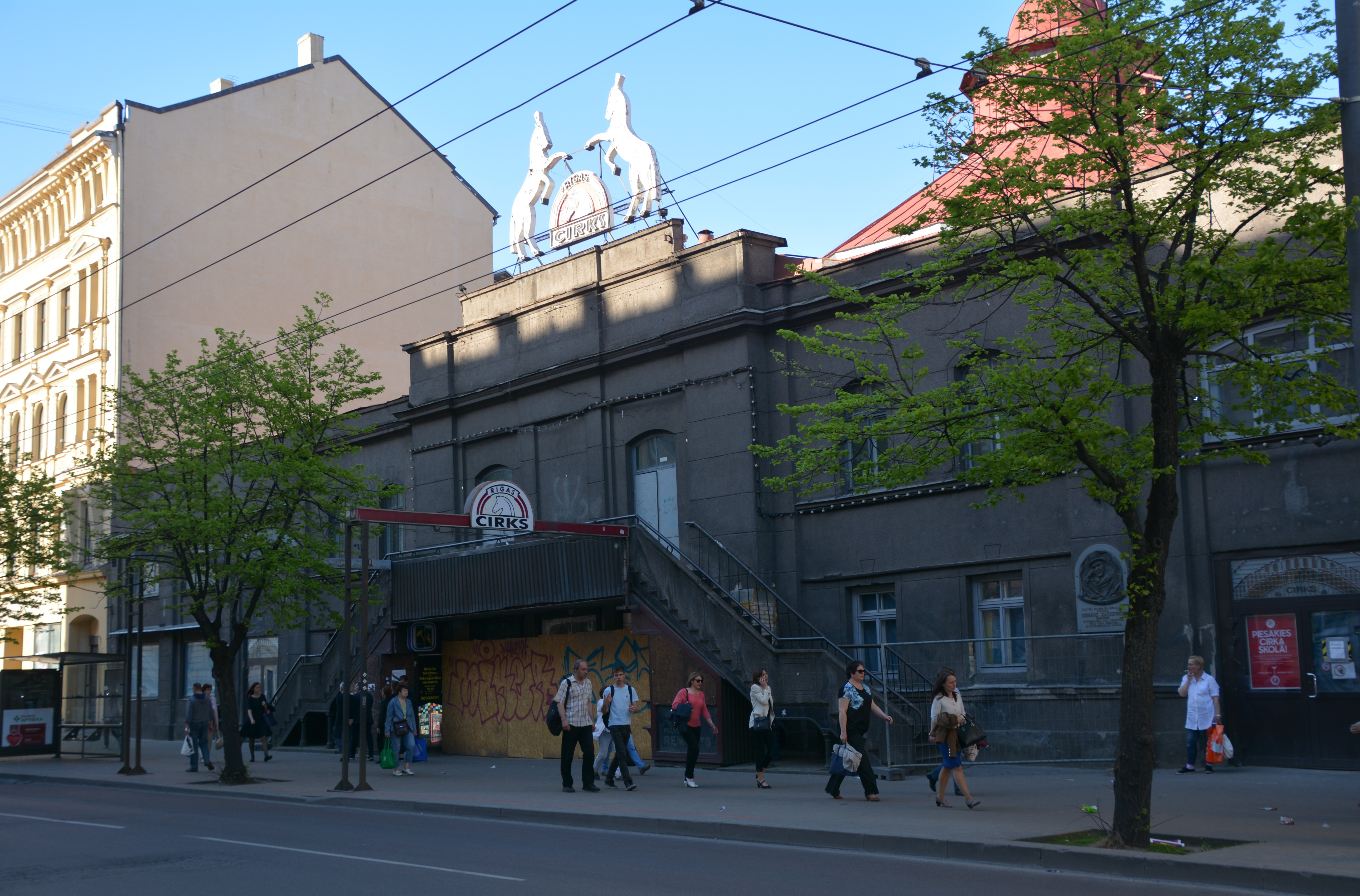
Cirque de Riga.